# 러스터 (파일 시스템)
러스터(Lustre)는 병렬 분산 파일 시스템으로서 주로 고성능 컴퓨팅의 대용량 파일 시스템으로 사용되고 있다. 러스터(Lustre)의 이름은 Linux와 cluster의 혼성어이다. 러스터는 GNU GPL 정책의 일환으로 개방되어 있으며 소규모 클러스터 시스템부터 대규모 클러스터 시스템용 고성능 파일 시스템이다. 높은 성능과 코드가 개방되었기 때문에 슈퍼컴퓨터에 자주 사용된다. 대한민국에서는 한국과학기술정보연구원과 대한민국 기상청이 러스터 파일 시스템 기반 스토리지를 사용하고 있다.

## 같이 보기
- 파일 시스템
- 분산 파일 시스템

### 러스터 정보 위키
- 러스터 (DataDirect Networks) 위키[깨진 링크(과거 내용 찾기)]
- Lustre Users Home

### 러스터 커뮤니티 재단
- OpenSFS
- EOFS - European Open File System

### 러스터 하드웨어/소프트웨어 업체
- DataDirect Networks
- Whamcloud/ DataDirect Networks
- Cray Storage Products
- NetApp High Performance Computing Solution for Lustre
- SGI Professional Services
- Terascala Products
- Xyratex Lustre